# An
|  | Per a altres significats, vegeu «An (pel·lícula)». |

An o Anu (sumeri: An 𒀭, 'cel'; accadi: Nu) era el déu del cel, déu principal del panteó de Sumèria fins a la meitat del segon mil·lenni. En (el 'cel') i Ki (la 'terra') serien els pares de quasi tots els altres déus. Era el rei dels déus, esperits i dimonis, i residia a les regions celestials; hauria establert el poder per jutjar els criminals. Juntament amb Enki i Enlil, formava la tríada suprema del panteó sumeri. Encara que era el déu suprem, la seva figura a la mitologia és més aviat difusa, i pren poques decisions com a déu primordial. Habitualment, Nammu és considerada la seva esposa (encara que Inanna o Ixtar d'Uruk és també considerada la seva esposa) i Enki en seria un dels fills. Després del diluvi, An i Enlil van fer Ziusudra immortal i se'l van emportar a viure a Dilmun (al golf Pèrsic).
El seu primer temple es va construir a Uruk. Se li associa el nombre seixanta, sagrat en aquesta mitologia.